# Limotettix urnura
Limotettix urnura är en insektsart som beskrevs av Hamilton 1994. Limotettix urnura ingår i släktet Limotettix och familjen dvärgstritar. Inga underarter finns listade i Catalogue of Life.